# Magnús Guðmundsson
Magnús Guðmundsson (6 de fevereiro de 1879 – 28 de novembro de 1937) foi um político islandês. Ocupou o cargo de Primeiro-ministro da Islândia de 23 de junho até 8 de julho de 1926.

## Vida
Ele serviu como primeiro-ministro da Islândia de 23 de junho a 8 de julho de 1926, e foi membro do agora extinto Partido Conservador (Íhaldsflokkurinn). Ele foi o Ministro de Assuntos Industriais no governo presidente de Jón Magnússon de 1924 a 1927. Antes disso, ele havia servido como Ministro das Finanças da Islândia de 1920 a 1922. Foi membro fundador do Partido da Independência e atuou como ministro da Justiça no primeiro governo do qual o Partido da Independência participou, de 1932 a 1934.